# Понамарчук Семен Трохимович
Понамарчу́к Семе́н Трохи́мович  (нар.22 липня 1922, Катеринка — пом.21 квітня 1984, Салькове)  — гвардії старший сержант, командир відділення 16-го окремого гвардійського саперного орденів Олександра Невського та Червоної Зірки ескадрону 15-ї гвардійської кавалерійської Мозирської Червонопрапорної, ордена Суворова 2-го ступеня дивізії 7-го гвардійського кавалерійського Бранденбурзького орденів Леніна, Червоного Прапора, Суворова 2-го ступеня корпусу, Герой Радянського Союзу (1946).

## Біографія
Понамарчук Семен Трохимович народився 22 липня 1922 року в селі Катеринка Первомайського району Миколаївської області в бідній селянській родині. Українець. Не закінчивши й 6 класів, змушений був піти працювати. Трудову діяльність розпочав підсобником у тракторній бригаді МТС в Доманівського району.
В 1938 році за комсомольською путівкою їде в Казахстан. Там закінчив курси механізаторів широкого профілю, здобувши кілька спеціальностей (водій, тракторист, комбайнер). Працював комбайнером.
З початком Німецько-радянської війни в 1941 році призваний Убаганським РВК і направлений в гірський козачий полк, де зарахований до полкової школи. По закінченні школи отримав звання сержанта і потрапляє в навчально-шабельний ескадрон. Після кількох рапортів все ж таки потрапляє в діючу армію.
Бойове хрещення прийняв в кінці 1941 року під Харковом. В бою під Лозовою був важко поранений, 4 місяці лікувався в шпиталі. Повернувся в свою частину, проте на початку травня потрапив разом з частиною в оточення. При виході з оточення в ніч на 28 травня 1942 року і переправі через Сіверський Донець знову поранений.
Після лікування потрапив під Сталінград. Брав участь в оточенні німців, знову поранення.
В червні 1943 року направлений під Курськ, поблизу станції Золотухино, де частина ввійшла до складу Центрального фронту.
Брав безпосередню участь у звільненні Північної України, Білорусі. З боями пройшов Польщу та Німеччину. Отримав 12 поранень та 2 контузії.
На початку травня 1945 року поблизу міста Ратенов (Німеччина), відділенню старшого сержанта Понамарчука командиром дивізії поставлено завдання захопити міст через канал, розмінувати його і утримати до підходу основних сил. Під безперервним вогнем ворога, сапери обстежили міст, виявили і знешкодили вибухівку, а потім стримували атаки німців до підходу основних сил дивізії. В цьому бою старший сержант Понамарчук був востаннє поранений. День Перемоги зустрів у шпиталі.
Демобілізувався в вересні 1946 року. Працював у рідному селі завідувачем клубу, потім інструктором Первомайського РК КПУ. З 1949 по 1982 роки працював в системі Кіровоградського цукротресту на різних посадах. В 1982 році вийшов на пенсію.
Помер 21 квітня 1984 року. Похований у селищі Салькове Голованівського району Кіровоградської області.

## Нагороди
За мужність і відвагу, виявлені в боях, Указом Президії Верховної Ради СРСР від 15 травня 1946 року командиру відділення гвардії старшому сержанту Понамарчуку С. Т. присвоєне звання Героя Радянського Союзу з врученням ордена Леніна та медалі «Золота Зірка».
Також нагороджений орденами Вітчизняної війни 1-го та 2-го ступенів і медалями, в тому числі: «За відвагу», «За взяття Кенігсберга», «За взяття Берліна», «За визволення Варшави», «За перемогу над Німеччиною», «В ознаменування 100-річчя з дня народження В. І. Леніна» та ювілейними.